# Myron Charles Taylor

Myron Charles Taylor, 1940

Myron Charles Taylor (18. Januar 1874 in Lyons, New York – 5. Mai 1959 in New York, New York) war ein US-amerikanischer Unternehmer, der später als Diplomat in geopolitischen Ereignissen vor, während und nach dem Zweiten Weltkrieg involviert war.
Taylor war auch ein bekannter Philanthropist, der unter anderem seine Alma Mater, die Cornell University, bedachte.

## Leben
Taylor wuchs in seinem Geburtsort im Wayne County, Upstate New York, am Südufer des Lake Ontario gelegen, auf. Seine Eltern waren William Delling Taylor, der eine Gerberei gründete, und Mary geb. Underhill. Er hatte zumindest einen älteren Bruder, Willard Underhill. Er studierte Jurisprudenz an der Cornell University in Ithaca und schloss das Studium 1894 ab. Er kehrte nach Lyons zurück und versuchte eine Anwaltskanzlei aufzubauen. Zweimal kandidierte er als Kandidat der Demokraten für die New York State Assembly, das Abgeordnetenhaus des Bundesstaates New York. Beide Male scheiterte er.
Im Jahr 1900 ging er nach New York City, wo sein Bruder arbeitete. Er fand Arbeit in der Anwaltskanzlei DeForest Brothers & DeForest und spezialisierte sich auf Gesellschaftsrecht. Er vertrat die Firma seines Vaters anwaltschaftlich und gewann eine Ausschreibung der Bundesregierung für Postsäcke und verwandte Produkte. Er stieg in die Textilindustrie ein und widmete sich zusätzlich dem Postversandwesen. Er soll, so die Finger Lakes Times, das Fensterkuvert erfunden haben, dessen transparentes Fenster den Büroangestellten die Wiederholung von Name, Anschrift und Absender ersparte. Im Bereich der Textilindustrie kaufte er viele Not leidende Betriebe auf, verbesserte Arbeitsabläufe, förderte neue Technologien und konnte die Rentabilität der Werke steigern. Sein Sanierungsansatz wurde als die „Taylor Formula“ bekannt. Er war für Innovationen aufgeschlossen und erkannte das Potential der in Gründung befindlichen Autoindustrie. Eine eigens gegründete Firma widmete sich speziellen Mischgeweben für die Reifenindustrie. Während des Ersten Weltkriegs zählte er zu den führenden Zulieferern des amerikanischen Militärkomplexs. Binnen weniger Jahre brachte er es zum „Textil-Zaren“ und akkumulierte ein großes Vermögen. Nach dem Krieg sah er eine Rezession voraus und trennte sich von Anteilen seiner Baumwollspinnereien und anderer Firmen. Auf Betreiben von J.P. Morgan übernahm er ab 1925 Leitungsfunktionen beim Konzern United States Steel, zunächst als Direktor und Mitglied des Finanzausschusses, ab 1929 als Finanzvorstand, ab 1932 als Vorstandsvorsitzender und CEO. Die Restrukturierung der Finanzgebarung ermöglichte dem Konzern, die Great Depression unbeschadet zu überstehen. Obwohl die Auslastung während der Rezession nur 17 % betrug, weigerte er sich Belegschaft zu kündigen. Dies bewirkte in der Folge einen großen Aufschwung des Unternehmens. Als erster Stahlunternehmer des Landes erkannte er die Gewerkschaften an und schloss 1937 einen Kollektivvertrag mit dem Congress of Industrial Organizations, angeführt vom Gewerkschafter John L. Lewis, ab. Arbeitsfrieden und soziale Absicherung definierte er als wichtige Instrumente für den langfristigen Erfolg eines Unternehmens. Zahlreiche kleinere Stahlwerke folgten seinem Beispiel.

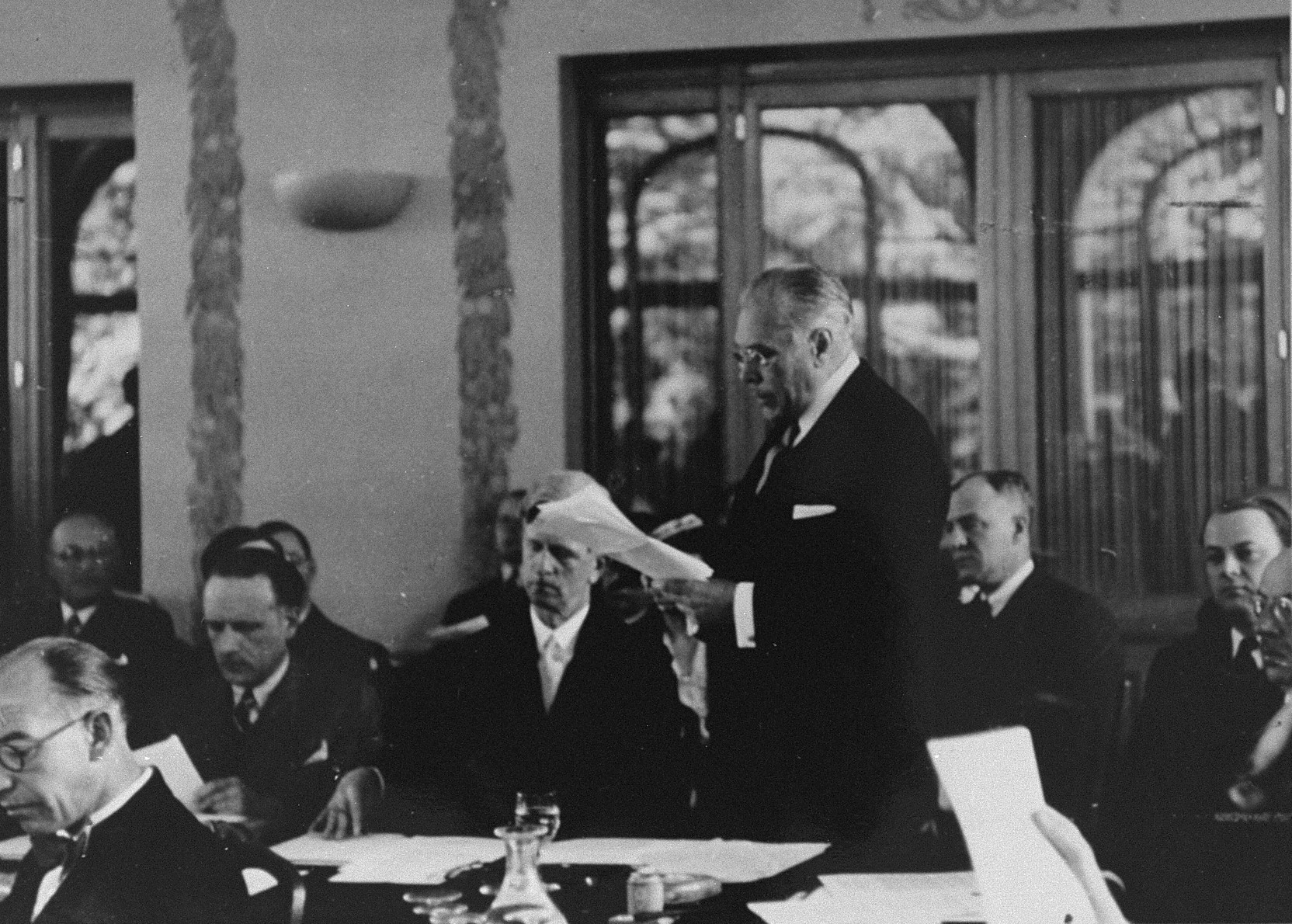
Taylor spricht auf der Konferenz von Évian 1938

1938 wollte er sich in den Ruhestand verabschieden und legte seine Exekutivfunktionen bei US Steel zurück. Im Juli desselben Jahr jedoch wurde er von US-Präsident Franklin D. Roosevelt als US-amerikanischer Vertreter zur Konferenz von Évian in Frankreich entsandt, in der über die Krise der Flüchtlinge aus Hitlers Drittem Reich beraten wurde. Zu Weihnachten 1939 wurde er von Roosevelt zum Sondergesandten im Vatikanstaat ernannt, dem ersten seit 1867. Während der Kriegsjahre lebte er an Roosevelts Seite in Washington und wurde mit zentralen Aufgaben betraut – mit der Vorarbeit für das Bretton-Woods-System und mit der Planung der Vereinten Nationen. Nach der Amtsübernahme von Präsident Harry S. Truman wurde er als vatikanischer Sondergesandter bestätigt und übernahm in der Folge weitere Missionen im Botschafterrang. 1950 zog er sich in den Ruhestand zurück.
Myron Charles Taylor war Freimaurer und Philanthropist. Er spendete mehrere Millionen US-Dollar für humanitäre Zwecke und für kulturelle Projekte. Eine Zuwendung in Höhe von 1,5 Millionen USD an seine Alma Mater aus dem Jahr 1928 ermöglichte die Errichtung der Myron C. Taylor Hall, eines Gebäudes, in dem derzeit die Cornell Law School untergebracht ist.
Seine Frau Anabel starb fünf Monate vor ihm.

## Veröffentlichung
- Kriegskorrespondenz zwischen Präsident Franklin D. Roosevelt und Papst Pius XII, Zürich: NZN Verlag 1947

## Auszeichnungen
- 1929 wurde ein Frachtschiff im Dienst der US Steel nach ihm benannt.[3]
- 1948 wurde er von Papst Pius XII. zum Ritter des Piusorden ernannt.
- 1948 erhielt er von Präsident Truman die Medal for Merit.[4]